# Aristodemos (messenier)
Aristodemos (grekiska Ἀριστόδημος) var en grekisk krigare, det första messeniska krigets i sagorna firade hjälte. För att i detta krig förskaffa seger åt sitt fädernesland, Messenien, erbjöd han, på grund av ett orakelspråk, sin egen dotter som offer och dödade henne med egen hand, då en ung messenier gjorde anspråk på henne som sin brud. Utropad till konung vann han år 726 f.Kr. (enligt traditionell tidsbestämning) en lysande seger över spartanerna. Ett par år senare skall dock förtvivlan om fosterlandets räddning jämte grämelsen över dotterns död ha förmått Aristodemos att döda sig själv på hennes grav.